# Zhuge Liang
Dans ce nom chinois, le nom de famille, Zhuge, précède le nom personnel.
Zhuge Liang (chinois simplifié : 诸葛亮 ; chinois traditionnel : 諸葛亮 ; pinyin : Zhūgě Liàng ; Wade : Chu¹-ko³ Liang⁴ ; EFEO : Tchou-ko Leang), né en 181 et mort le 23 août 234, parfois orthographié Tchou-kö Lieang, Tchou-ko Lieang ou Chu-ko Liang, était un célèbre stratège chinois et, avec Sima Yi et Zhou Yu, l’un des plus brillants tacticiens de l’époque des Trois Royaumes. Il s’allia à Liu Bei et en tant que Premier ministre des Shu, mena cinq invasions du royaume de Wei dans le but de restaurer la dynastie Han.
Il est le mari de Huang Shi. Il est frère cadet de Zhuge Jin, le frère aîné de Zhuge Jun, l'oncle de Zhuge Dan et de Zhuge Ke, et le maître de Jiang Wei. Il a également une sœur ainée, Zhugeshi, qui se maria avec un membre de la famille de Pang Tong et partit travailler pour le Wei. Il a un fils, Zhuge Guo. Il a étudié avec Xu Shu et Pang Tong et leur professeur était Sima Hui.
Le nom de Zhuge Liang est devenu légendaire et synonyme en Chine d'intelligence et d'esprit. Marquis de Wu, il est souvent fait référence à lui sous son prénom social de « Kongming » (chinois : 孔明 ; pinyin : Kǒngmíng ; Wade : Kung³-ming² ; EFEO : K'ong-ming) ou sous son surnom taoïste de « Dragon Assoupi » (chinois simplifié : 卧龙 ; chinois traditionnel : 臥龍 ; pinyin : Wòlóng ; Wade : Wo⁴-lung² ; EFEO : Wo-long). Ce même surnom est devenu en japonais une expression signifiant « homme exceptionnel » (臥龍, garyū ou garyō). Il est connu au Japon sous le nom de Shokatsuryō Kōmei et en Corée sous celui de Jegalryang Gongmyeong.
Zhuge Liang est né en l’an 181 (durant les dernières années de la dynastie Han) à Yangdu, Shandong, Chine. Orphelin jeune, il est obligé de fuir le Shandong durant le massacre de 400 000 civils par Cao Cao, puissant seigneur de guerre des plaines centrales.
Durant quelques années, il habite une petite ferme de Longzhong, cultivant la terre et formant amitiés avec des célébrités littéraires, militaires, philosophiques (entre autres) du temps. Sa réputation augmente alors. Selon Les Chroniques des Trois Royaumes, Liu Bei vient par trois fois le visiter, le suppliant de devenir son stratège. Après une longue discussion, touché par la sincérité de Liu Bei il accepte et quitte sa ferme pour se joindre à celui-ci. Il n’a alors que vingt-six ans.
Avec Liu Bei, il forme le royaume de Shu. S’alliant à Sun Quan, chef du royaume de Wu, ils remportent notamment la bataille de la Falaise Rouge. Plus tard, il est nommé Premier ministre quand Liu Bei se couronne empereur. Mais celui-ci meurt en 223, à la suite d’une campagne désastreuse contre le royaume de Wu. Les Wu avaient tué le seigneur Guan Yu, son frère d'armes. La couronne passe au fils de Liu Bei, Liu Shan, que Kongming sert jusqu’à sa mort en 234.
Durant son excellente administration, le royaume prospère rapidement et peut résister et même attaquer le puissant royaume de Wei au nord. Durant ses dernières années, il monte cinq expéditions pour conquérir les Wei, mais toutes échouent, à cause de l'incapacité de l'empereur Liu Shan et du fait que le Wei avait plus de soldats et de généraux que le Shu. Durant la dernière campagne, souffrant d’excès de fatigue et malade, il meurt. Jiang Wei, un général des Wei qu’il avait convaincu de le rejoindre lui succède. Le royaume tout entier pleura et les Shu, en dépit des qualités de Jiang Wei, ne se remirent pas de ce coup.

## Biographie[2]

### Jeunes années
Zhuge Liang naît en 181 à Yangdu, dans le district de Langye (aujourd’hui Yinan dans la province de Shandong). Il descend de Zhuge Feng, un directeur des serviteurs sous la dynastie Han. Son père, Zhuge Gui, est un officier assistant. Zhuge Liang devient orphelin de mère à trois ans puis orphelin de père à huit ans. Yuan Shu nomme son oncle Zhuge Xuan grand administrateur de Yuzhang et ce dernier prend Zhuge Liang et son frère Zhuge Jin avec lui jusqu’à ce que la cour des Han décide de le remplacer par Zhu Hao à la suite de la conquête de Shangdong par Cao Cao en 195.
Zhuge Xuan part alors servir Liu Biao qu’il connaissait depuis longtemps. À la mort de son oncle, Zhuge Liang part labourer les champs dans la province de Gansu tout en étudiant les classiques, dont le Chant de Liangfu (梁父吟, Liángfù yín). Selon les annales de la dynastie Han et de la dynastie Jin, il aurait alors été haut de huit chi (soit plus de 1,8 m) et se serait fréquemment comparé à Guan Zhong et Le Yi mais personne à l’époque ne lui aurait vraiment reconnu de telles aptitudes en dehors de ses amis Cui Zhouping de Boling et Xu Shu de Yingchuan.

### Rencontre avec Liu Bei - Élaboration de la stratégie de Longzhong

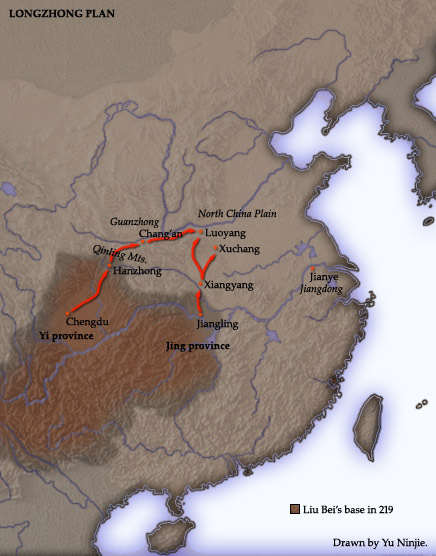
La stratégie de Longzhong élaborée par Zhuge Liang en 207, mise en application vers 219

En 207, Liu Bei est posté à Xinye et Xu Shu, un conseiller à qui il vouait une grande admiration, vient lui rendre visite. Ce dernier lui aurait dit : « Mon général, n’avez-vous pas envie de rencontrer Zhuge Kongming, que l’on connaît aussi sous le surnom de Wolong (Dragon Assoupi) ? ».
Selon le Xiangyang Ji, Liu Bei avait auparavant rencontré Sima Hui, qui lui avait recommandé deux taoïstes particulièrement au courant des affaires du temps présent qui avaient pour surnom « Dragon Assoupi » (le surnom taoïste de Zhuge Liang) et « Jeune Phénix », celui de Pang Tong.
Liu Bei saute donc sur l’occasion et demande à le rencontrer, mais Xu Shu lui répond que Zhuge Liang est le genre d’homme qui mérite qu’on a aille à sa rencontre et non l’inverse et lui conseille de se rendre en personne chez lui. Liu Bei suit le conseil de Xu Shu et part à la rencontre de Zhuge Liang. Après deux visites infructueuses, il parvient à faire sa connaissance à la troisième.
Liu Bei lui aurait alors tenu ce discours : « La dynastie Han est décadente, les ministres corrompus s’approprient le pouvoir et l’Empereur est traîné dans la poussière ! Malgré mon aspiration à ramener la vertu sous le ciel, je suis incapable de juger ma propre position ce qui m’a valu de tomber victime des plus simples stratagèmes jusqu’à ce jour. J’ai pourtant encore gardé mes idéaux. Quelle stratégie me conseillez vous ? »
Zhuge Liang lui expose alors sa célèbre stratégie de Longzhong : « Depuis la chute de Dong Zhuo, de nombreux héros se sont manifestés. La liste de ceux qui dirigent des provinces et districts est trop longue pour être énumérée. Cao Cao manquait de prestige et de partisans pour faire face à Yuan Shao mais a pourtant été capable de le renverser et de passer d’une position faible à une position solide. Cao Cao compte maintenant ses partisans au millions et a contraint le Fils des Cieux à exercer son autorité sur les seigneurs. On ne peut ouvertement l’affronter. Sun Quan, déjà le troisième de sa lignée, occupe Jiangdong. Le terrain y est peu praticable, ses vassaux obéissants et il s’est approprié le talent d’hommes de mérite. Il peut faire un excellent allié et il ne faut pas conspirer contre lui. La ville de Jingzhou englobe au nord les rivières Han et Mian et a accès à toutes les ressources de la Mer du Sud. Elle est également liée à l’est au Wujun et au Kuaiji et à l’ouest au Ba et au Shu. Elle a une position stratégique importante mais son dirigeant n’est pas capable de l’exploiter. C’est une occasion céleste, mon général, peut-être aurez-vous donc l’intention d’en faire la capture ? Le terrain de Jizhou est difficile et représente des milliers de lieues de terre fertile. C’est une terre céleste depuis que votre arrière arrière-grand-père y a bâti son empire. Liu Zhang est un imbécile et un faible et a comme voisin Zhang Lu au nord. Le peuple est aisé et l’état prospère mais Liu Zhang est sans pitié. Les officiers sages et capables aspirent à être dirigés par un seigneur intelligent. Mon général, vous descendez du clan impérial et vous êtes renommé à travers les quatre mers pour votre foi. Vous ralliez à vous les héros et vous avez soif de leurs aptitudes. Faites la conquête de Jing et de Yi et de leurs points stratégiques, matez les peuples de Rong à l’ouest, prenez soin des peuples Yi et Yue du sud, alliez-vous à Sun Quan et occupez-vous des affaires intérieures. Lorsqu’il y a un changement dans l’empire, il faut qu’un général émérite reçoive l’armée de Jingzhou et la dirige contre Wan et Luo. Dirigez les troupes de Yizhou hors de la vallée de Qin. N’est-il pas certain que les habitants vous accueilleront avec des victuailles et du vin ? Si vous parvenez à parachever l’hégémonie, vous aurez réussi à restaurer la dynastie Han. »
Liu Bei manifeste son approbation du plan de Zhuge Liang et lui témoigne dès lors une profonde affection au déplaisir de Guan Yu et de Zhang Fei. Liu Bei leur dit : « Lorsque je suis avec Kongming, je suis comme le poisson dans l’eau. Ne dites plus rien à ce sujet. » Cette citation est souvent déformée sous la forme plus populaire : « J’ai besoin de Zhuge Liang comme le poisson a besoin de l’eau. »

### Rencontre avec Liu Qi
En 208, Zhuge Liang rencontre Liu Qi, le deuxième fils de Liu Biao, qui, influencé par sa seconde femme, Dame Cai, la sœur aînée de Cai Mao, privilégie son jeune fils Liu Zong au détriment de Liu Qi. Ce dernier cherche souvent à s’entretenir avec Zhuge Liang d’une façon de se défendre mais en vain.
Un jour, Liu Qi visite un jardin avec Zhuge Liang et tous deux grimpent en haut d’une tour. Alors qu’ils buvaient, Liu Qi s’arrange pour que quelqu’un retire l’échelle, et il dit à Zhuge Liang : « Nous ne somme aujourd’hui ni assis au paradis, ni sur Terre. Les mots de votre bouche ne peuvent atteindre que mes oreilles. Pouvons-nous maintenant discuter ? » Zhuge Liang répondit : « Seigneur, vous souvenez-vous de Shen Sheng, mis en danger dans son palais tandis que Zhong Er dut son salut à la fuite ? » Liu Qi comprend l’allusion et organise en secret sa fuite. Huang Zu venait peu après par sa mort de fournir l’occasion pour Liu Qi de s’enfuir et de se rendre à Jiangxia où on lui confia la tâche de grand gouverneur.
Peu après, dans la même année, Liu Biao meurt et Liu Zong apprend que Cao Cao entreprenait une campagne contre lui. Il dépêche un émissaire offrant sa reddition et Liu Bei, alors à Fan prend connaissance de la situation et met son armée en route vers le sud, accompagné par Zhuge Liang et Xu Shu. Ils sont mis en déroute par Cao Cao qui avait capturé la mère de Xu Shu et gardait celle-ci en otage. Xu Shu quitta Liu Bei pour rejoindre Cao Cao.

### Négociations avec Sun Quan
Liu Bei, pourchassé par Cao Cao, atteint Xiakou. Zhuge Liang lui propose de s’allier à Sun Quan et est envoyé en émissaire. Il aurait alors tenu ce discours à Sun Quan : « Le monde est dans le chaos. Vous avez levé une armée pour conquérir le Jiangdong tandis que Liu Bei de Yuzhou a rassemblé ses hommes au sud, se disputant ainsi l’empire avec Cao Cao. Cao Cao a maintenant pacifié bien des conflits et imposé la paix dans bien des régions. Il a conquis Jingzhou et son prestige s’étend entre les quatre mers. Liu Bei a dû fuir car ses héros n’avaient pas d’occasion de montrer leur puissance. Si vous pouvez analyser la situation de votre force, si vous pouvez vous opposer au royaume du milieu en unifiant Wu et Yue, peut-être vaudrait-il mieux couper dès maintenant toute relation avec Cao Cao. Si vous ne pouvez pas l’affronter, mieux vaut démobiliser vos troupes, jeter votre armure et vous soumettre au nord. Vous êtes maintenant conciliant vu de l’extérieur et pourtant élaborant des plans indécis à l’intérieur. Vous n’osez entreprendre aucune action à la veille du désastre ! »
Sun Quan lui aurait demandé : « Si la situation est telle que vous la décrivez, pourquoi Liu de Yuzhou ne s’est-il donc pas soumis lui-même ? »
Zhuge Liang répondit : « Il est tel Tian Heng, le héros de Qi qui défend la justice et refuse le déshonneur. En outre, Liu Bei est un descendant de la famille impériale et un héros de son époque. Ses partisans accourent à lui comme les fleuves à l’océan. S’il venait à échouer, c’est que telle était la volonté du Ciel. Jamais il ne se soumettra à Cao Cao. »
Sun Qian, excité, demanda : « Je ne peux offrir les cent mille âmes du Wu à l’autorité d’un homme. J’ai donc déjà pris ma décision ! Hormis Liu de Yuzhou, nul ne peut se mesurer à Cao Cao. Mais Yuzhou est déjà vaincu, est-il encore capable de combattre ? »
Zhuge Liang répondit : « Bien que l’armée de Yuzhou ait été défaite à Changban, les soldats dispersés se sont rassemblés, et ajoutés à l’élite marine de Guan Yu, atteignent les dix mille hommes. Lui Qi de Jiangxia commande lui aussi à pas moins de dix mille soldats. L’armée de Cao Cao a fait un long trajet et se retrouve lasse et désavantagée. J’ai ouï-dire que pour pourchasser Yuzhou, leur cavalerie légère s’est vue contrainte à faire plus de trois cents lieues en un jour et une nuit. C’est précisément ce que signifie le dicton “Une flèche en fin de course ne peut pas percer le costume de soie de Lu”. C’est ce contre quoi l’Art de la guerre met en garde en disant “le commandant finira par tomber”. De plus, ceux du nord ne sont pas habitués à la guerre navale. Et bien que ceux de Jingzhou aient cédé à Cao Cao, ils ont dû se plier sous la contrainte et leur reddition n’est pas sincère. Vous pouvez donc aujourd’hui demander à vos généraux de mener des dizaines de milliers d’hommes coopératifs et unis avec Yuzhou. L’armée de Cao Cao sera sûrement vaincue et devra se replier au nord tandis que le Jing et le Wu en profiteront pour se renforcer et un consensus tripartite s’installera. Victoire ou défaite, c’est maintenant qu’il faut décider. »
Sun Quan est satisfait et dépêche Zhou Yu, Cheng Pu et Lu Su à la tête d’une armée navale de trente mille hommes pour rendre visite à Liu Bei et unir leurs forces contre Cao Cao. L’affrontement, appelé depuis « bataille de la Falaise rouge » marque la plus grande défaite de Cao Cao et la séparation effective de la Chine en trois grandes puissances qu’avait prédit Zhuge Liang lors de son entretien avec Sun Quan.
Cao Cao replie son armée à Ye tandis que Liu Bei prend possession de la province de Jing et nomme Zhuge Liang général-conseiller des nobles (軍師中郎將, jūnshī zhōng láng jiāng) et lui donne la direction des districts de Lingling, Guiyang et Changsha ainsi que la charge de collecteur d’impôts.

### Ascension au poste de Premier ministre

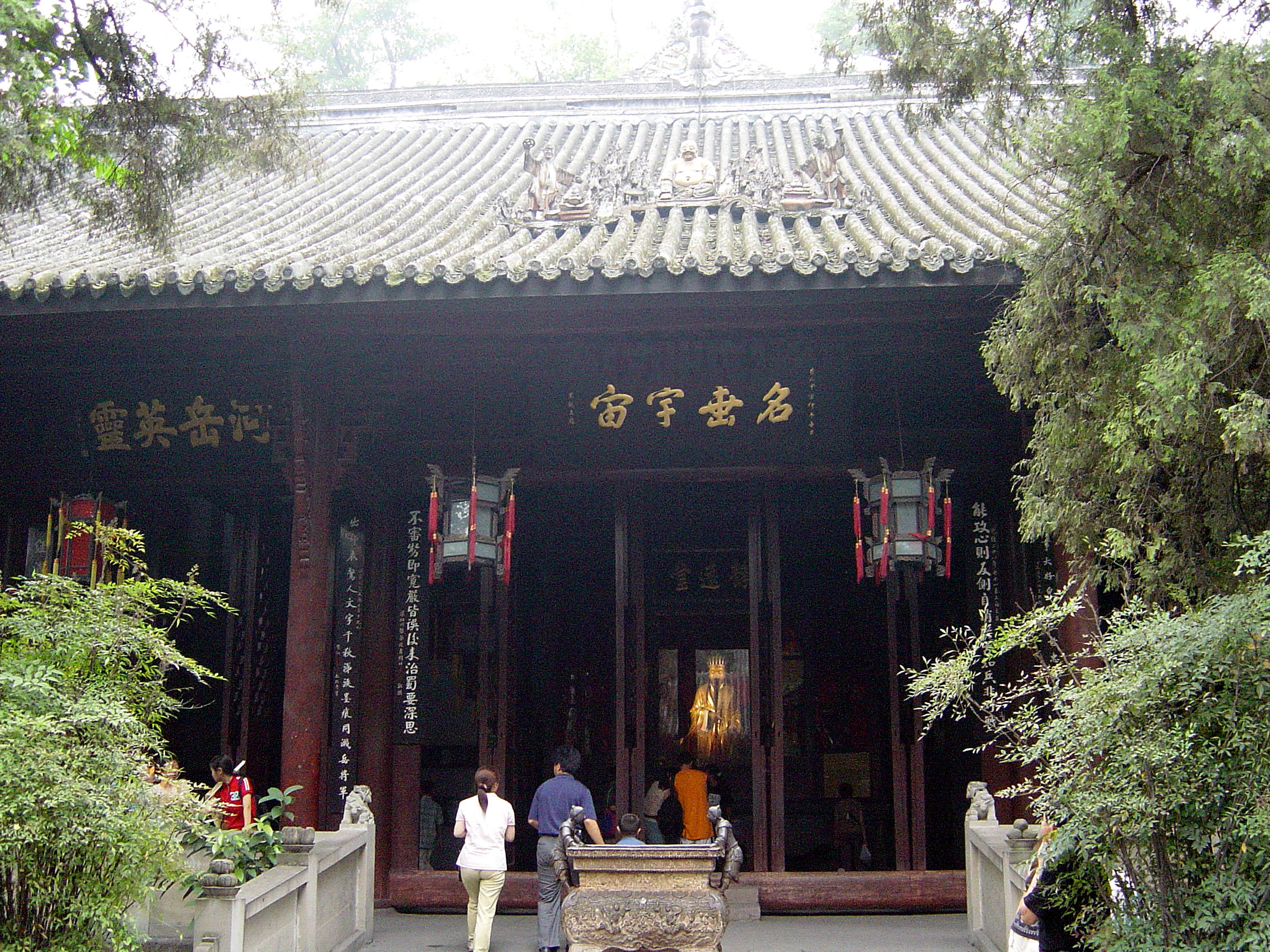
Le temple Zhuge Liang à Chengdu

En 211 (seizième année de Jian'an), le gouverneur de Yizhou, Liu Zhang, dépêche Fa Zhang pour entamer des pourparlers avec Liu Bei et l'inciter à attaquer Zhang Lu. Liu Bei préfère se retourner contre Liu Zhang et assiège Jiameng. Zhuge Liang, accompagné de Zhang Fei et Zhao Yun dirige l'expédition un temps, puis les trois se séparèrent de leur côté pour pacifier les différents districts. Zhuge Liang part rejoindre Liu Bei et assiéger Chengdu.
En 214, une fois Chengdu conquise, Zhuge Liang est nommé général-conseiller (軍師將軍, jūnshī jiāngjūn).
En 217, il se voit offrir la charge d'administrer les affaires du général de la gauche, de maintenir la paix à Chengdu et d'assurer le bon transport du ravitaillement.
En 220, Cao Cao meurt et son fils Cao Pi dépossède l'empereur Xiandi des Han et se proclame premier empereur de la dynastie Wei.
En 221 (vingt-sixième année de Jian'an), Liu Bei est pressé par ses conseillers de se proclamer empereur. Zhuge Liang lui aurait alors dit : « Autrefois, Wu Han, Geng Chun et d'autres pressèrent Liu Xiu (l'empereur Guangwu, fondateur de la dynastie des Han orientaux) de prendre le trône, mais celui-ci refusa à quatre reprises. Geng Chun lui dit alors : “Les héros de l'empire attendent beaucoup de vous. Si vous refusez d'écouter les avis de vos conseillers, ceux-ci s'en iront chercher un autre seigneur qui les écoutera.” Liu Xiu comprit la sagesse de ces paroles et prit le trône. Le clan des Cao a usurpé les Han et l'empire est maintenant sans souverain. Grand roi, vous êtes descendant du clan impérial Liu et seul héritier légitime. Voilà le moment de monter sur le trône impérial. Les nobles qui vous ont suivi et souffert désirent eux aussi les mérites vantés par Geng Chun. »
Liu Bei se proclame donc empereur et fait de Zhuge Liang son Premier ministre (丞相, chéngxiàng). L'édit officiel donne :
« Notre clan a souffert de l'infortune et Nous avons décidé de monter sur le trône impérial. Nous serons prudents et consciencieux, et bien que n'osant troubler le bien-être du peuple, Nous craignons de ne pouvoir lui offrir. Premier ministre Liang ! Comprends Nos souhaits et remédie à Nos erreurs ! Aide-Nous à propager le rayonnement qui illumine l'empire et applique-toi à la tâche ! »
Trois mois plus tard, Zhang Fei se fait assassiner et Zhuge Liang reçoit sa charge militaire.

### Au service de Liu Shan - Régence
Batailles
Bataille de Xincheng - Révolte de Tianshui - Siège de Chencang - Bataille du mont Qi - Bataille des plaines de Wuzhang
Au printemps 223 (3e année de Zhangwu), Liu Bei, sur son lit de mort, fait venir Zhuge Liang de Chengdu pour lui faire part de ses dernières volontés : « Ton talent vaut dix fois celui de Cao Pi et je sais que tu es capable de maintenir la stabilité du royaume et achever notre grande entreprise. S’il te faut assister mon hériter, Liu Shan, assiste-le. S’il lui manque des aptitudes, supplées-y. » Zhuge Liang accepte et Liu Bei fit proclamer un décret à l’attention de son successeur :
« Suis les affaires de l’État en accord avec le Premier ministre et vois en lui ton propre père. »
En mai 223 (1re année de Jianxing), lors de son accession sur le trône, Liu Shan nomme Zhuge Liang duc de Wuxiang, le confirme dans son poste de Premier ministre et lui fait établir un département pour qu’il puisse administrer l’état. Peu après, Zhuge Liang est nommé gouverneur de Yizhou et toutes les affaires d’états, petites comme grandes, sont soumis à sa discrétion.
En juin 223, tous les districts de Nanzhong se révoltent. Zhuge Liang estime l’usage de la force disproportionné après la perte de l’empereur et ne lève pas d’armée. Il envoie un émissaire au Wu pour renforcer les relations. En 224, Sun Quan dépêche sa propre mission diplomatique et renvoie l’émissaire.

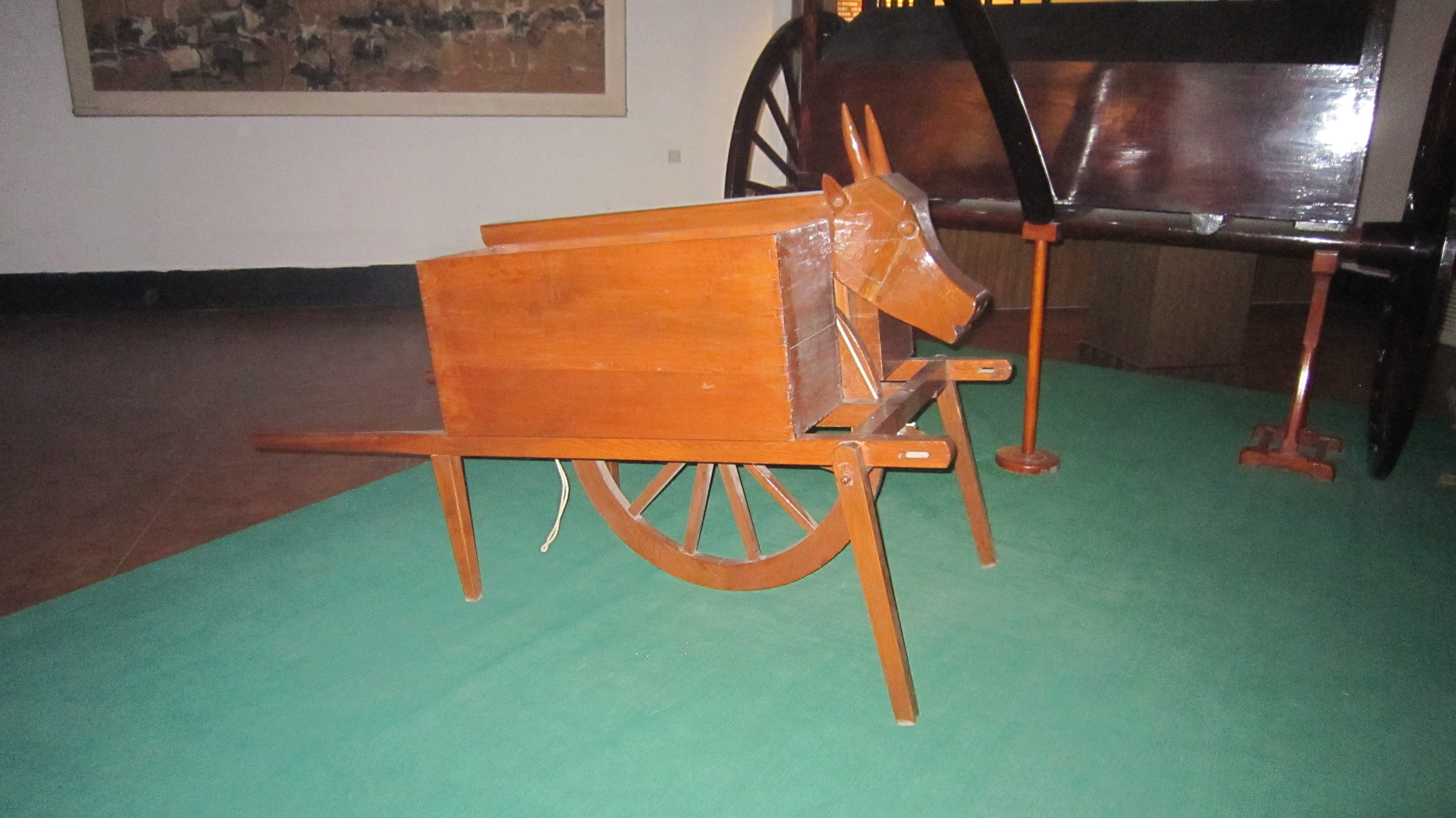
Bœuf de bois

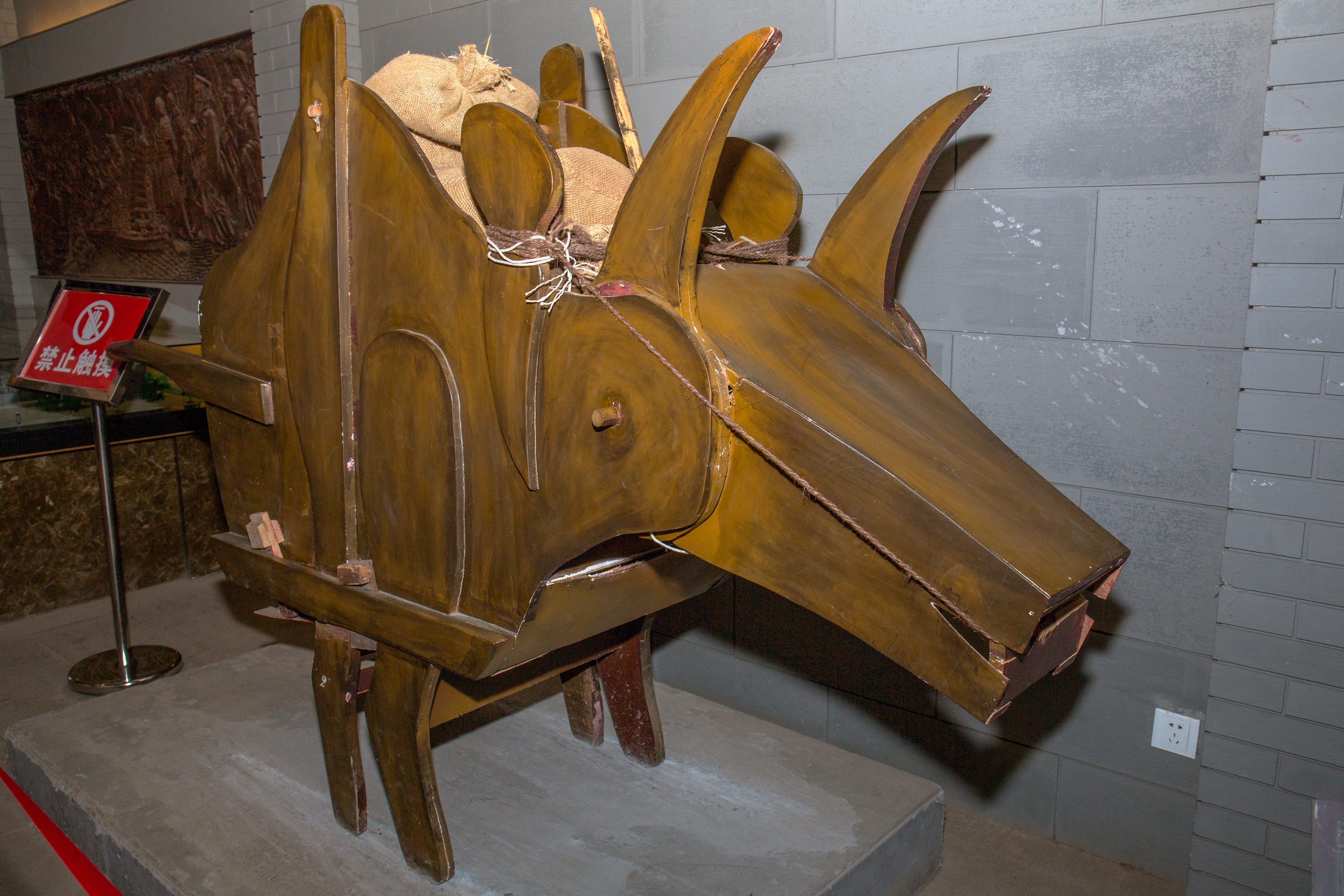
bœuf de bois

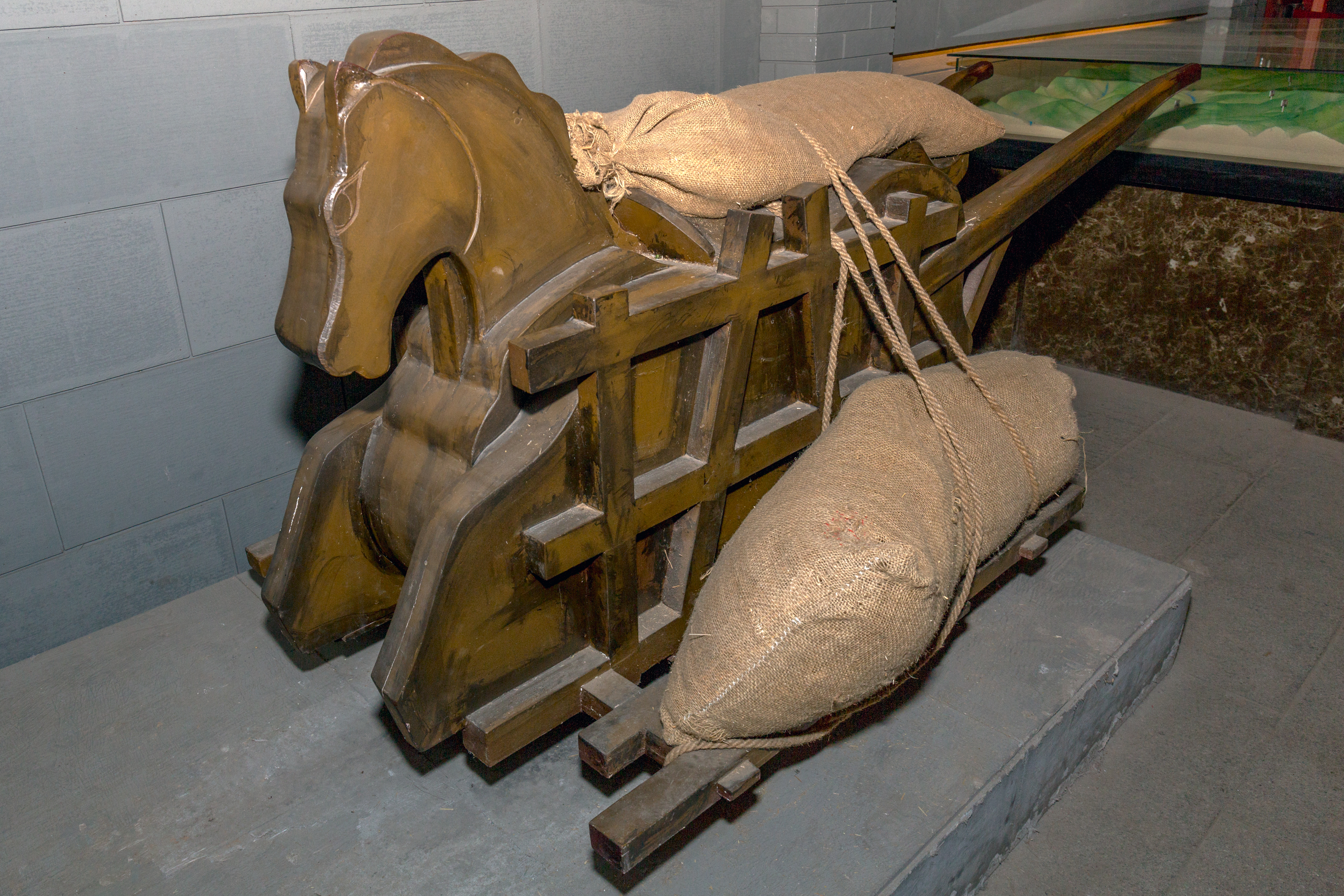
cheval flottant chargé

Au printemps 225 (3e année de Jianxing), Zhuge Liang dirige une expédition au sud et achève de pacifier les révoltes à l’automne de la même année. Grâce aux ressources de ces nouvelles conquêtes, l’état commence à prospérer et Zhuge Liang prépare sa grande offensive.
En 227 (5e année de Jianxing), Zhuge Liang mène ses généraux au nord pour les mettre en garnison à Hanzhong. Avant de prendre le départ, il écrit un mémoire à Liu Shan :
« Feu l’empereur est décédé avant d’avoir pu accomplir son œuvre, et l’Empire est maintenant divisé en trois. Yizhou est à bout et les temps sont graves. Pourtant, les sujets qui défendent votre Majesté poursuivront leurs efforts à la cour, tandis que vos soldats loyaux continueront de se battre à l’extérieur. Il ne fait aucun doute qu’ils se souviennent de la générosité de feu l’empereur et souhaitent payer leur dette envers votre Majesté. Votre Majesté, augmentez la taille de votre sage audience pour propager les vertus lumineuses de feu l’empereur et amplifier la résolution de vos officiers. Ne vous dévaluez point et n’usez pas de faux motifs pour passer outre des protestations honorables.
Le palais impérial et les sièges du gouvernement ne font qu’un et les promotions, rétrogradations, louanges et critiques doivent être distribuées équitablement. Si apparaissent des criminels roublards ou des bienveillants loyaux, que leur punition ou leur récompense échoie aux autorités compétentes afin de démontrer votre gouvernement juste et éclairé. Qu’il n’y ait pas de favoritisme ou de traitement différent des lois à l’intérieur ou hors de la cour. Les serviteurs du palais et conseillers Guo Youzhi, Fei Yi et Dong Yun sont bienveillants et honnêtes et leurs esprits loyaux et droits et feu l’empereur les a recommandés à votre service. Veuillez les consulter pour les affaires du palais, grandes ou petites, avant de prendre la moindre décision : cela permettra sûrement d’éviter nombre d’erreurs de jugement ou omissions.
Le général Xiang Chong est généreux et droit et a une grande expérience des affaires militaires et feu l’empereur le considérait comme capable. Votre serviteur le recommande donc comme surintendant (督, dū). Consultez-le pour les affaires de l’armée, ce qui ramènera l’harmonie dans les rangs ainsi que la satisfaction aux officiers et aux soldats d’occuper leurs postes. Se lier à des sujets capables et se détacher des médiocres fut le secret du succès des fondateurs de la dynastie Han. S’allier aux médiocres et rejeter les capables est la raison de la chute des derniers Han. Lorsque feu l’empereur était en vie, il discutait à la moindre occasion de ce genre de sujet et ne manquait jamais de pleurer les décisions des empereurs Huan et Ling. Les serviteurs du palais, maîtres des écrits, chefs spirituels et conseillers militaires sont tous dévoués à leur tâche et inébranlables, même dans la mort et je caresse l’espoir que votre Majesté les accepte et leur fasse confiance car alors la prospérité des Han perdurera.
Votre serviteur a été un homme du peuple, vêtu simplement et cultivant ses champs à Nanyang. Je n’aspirais qu’à ma sécurité personnelle en ces temps chaotiques et souhaitais ne pas être connu des seigneurs. Feu l’empereur, loin d’être révulsé par ma basse condition, m’a rendu visite à trois reprises dans ma hutte pour consulter sur des affaires d’une portée historique et, reconnaissant de sa générosité, je l’ai suivi et servi. Plus tard, le vent tourna et je reçus mon commandement à l’heure de la défaite et du désastre, voilà vingt-et-un ans. Feu l’empereur me savait prudent et me confia donc sa grande tâche sur son lit de mort. Depuis que j’ai reçu ses ordres, je suis anxieux jour et nuit de peur que sa volonté ne puisse se réaliser ou que sa gloire ne s’estompe. C’est pourquoi j’ai traversé le fleuve Lu au mois de mai pour m’aventurer dans les contrées sauvages. Maintenant que le Sud est pacifié et que les armureries sont emplies, nous devrions diriger les trois armées pour sécuriser les plaines centrales du Nord. Du plus haut de mes capacités, j’exterminerai les mauvais, restaurerai le clan des Han et retournerai à la vieille capitale. Tel est le devoir de votre serviteur envers feu l’empereur et pour confirmer mon allégeance envers Votre Majesté.
Désormais, l’évaluation des affaires politiques et les conseils loyaux seront la responsabilité de Guo Youzhi, Fei Yi et Dong Yun. Je souhaite que Votre Majesté donne à votre serviteur la tâche d’éliminer les bandits et de restaurer le clan des Han. Si je venais à échouer, punissez-moi pour mes crimes et rapportez-le à l’esprit de feu l’empereur. S’ils ne venaient pas à vous offrir des conseils éclairés et vertueux, renvoyez Guo Youzhi, Fei Yi et Dong Yun et décriez leurs fautes au peuple. Que Votre Majesté mette toute sa pensée à mettre en œuvre les bonnes mœurs. Qu’Elle prête l’oreille aux conseils de bon aloi et poursuive la volonté de feu l’empereur. J’ai bénéficié d’une sagace bienveillance et les mots pour exprimer ma reconnaissance me manquent. En cette veille de mon départ, je verse des larmes devant ce mémoire, me rendant à peine compte de ce que j’y ai marqué. »
Zhuge Liang part pour Mianyang et s’y établit en garnison.
Au printemps 228 (6e année de Jianxing), Zhuge Liang fait part de ses intentions de marcher à travers la vallée de Xe pour capturer Mei. Il dépêche Zhao Yun et Deng Zhi vers la vallée de Ji afin de leurrer le général Cao Zhen du Wei. Zhuge Liang dirige en personne le siège de Qishan. La chronique retient la forte discipline de ses armées, la clarté de ses ordres et l’équilibre entre récompenses et punitions. Les trois districts de Nan’an, Tianshui et Anding se soulèvent contre le Wei et se rendent à Zhuge Liang. L’empereur Cao Rui du Wei lance alors une expédition vers l’Ouest afin de maintenir la paix à Chang’an et envoie Zhang He affronter Zhuge Liang. Zhuge Liang de son côté confie à Ma Su le commandement de l’avant-garde et c’est ce dernier qui affronte Zhang He à la bataille de Jieting. Ma Su contrevient aux ordres de Zhuge Liang et décide d’appliquer ses propres tactiques qui se soldent par une défaite totale de son armée. Zhuge Liang revient à Hanzhong après avoir annexé plus de mille foyers à Xixian, et fait exécuter Ma Su. Il envoie une lettre d’excuse à l’empereur Liu Shan :
« Votre serviteur a trop compté sur ses faibles capacités pour entreprendre une tâche qui le dépassait avec trois armées. J’ai été incapable de maintenir mon autorité et ma vigilance, ce qui a valu notre défaite dans la vallée de Ji. La faute en a été mon manque de jugement moral pour décider du général à qui déléguer mon autorité. Ma sagesse est insuffisante pour déterminer bonté ou malice chez les autres. Votre serviteur doit être tenu responsable tel qu’il est prescrit dans les Annales des Printemps et des Automnes concernant la sanction des commandants vaincus. Je sollicite à être dégradé de trois rangs en rémission de mes erreurs. »
Liu Shan rétrograde Zhuge Liang au rang de général de la droite (右將軍, yòu jiāngjūn). Zhuge Liang garde cependant tous les devoirs et tâches de Premier ministre.
En hiver 228, Zhuge Liang traverse à nouveau le passage de San et encercle Chencang. Cao Zhen lui fait face et Zhuge Liang doit battre en retraite une fois les vivres épuisées. Le général Wang Shuang du Wei mène alors sa cavalerie pour l’attaquer mais se fait battre et décapiter.
En 229 (7e année de Jianxing), Zhuge Liang envoie Chen Shi assiéger Wudu et Yinping. Le gouverneur de Yongzhou, Guo Huai, envisage un moment de diriger une expédition contre Chen Shi, mais il est attaqué par une autre armée dirigée par Zhuge Liang lui-même. Gua Hai doit battre en retraite et les deux districts sont annexés au profit du Shu. En récompense de ses victoires, Zhuge Liang voit sa position de Premier ministre officiellement restaurée par Liu Shan :
« Le responsable de la défaite de Jieting était Ma Su et tu as pourtant décidé de rejeter la responsabilité sur ta propre personne, et ne désirant pas contrarier tes souhaits, Nous t’avons suivi. L’an passé, tu t’es illustré lors de ta campagne en tuant Wang Shuang. Cette année tu as défié Guo Huai, le Di et le Qiang se sont soumis et nous avons récupéré deux districts. Ta force pacifie la brutalité et tes exploits sont évidents. Aujourd’hui, l’Empire n’est pas en paix et toute source de malice n’a pas été éradiquée. Tu as accepté une grande entreprise ainsi que la charge de l’état et pourtant tu te rabaisses et te déprécies. Ce n’est pas une façon de propager la gloire de tes réussites grandes et glorieuses. À compter de maintenant, tu es restauré dans ta charge de Premier ministre et Nous te prions de ne pas le refuser. »
En avril, Sun Quan se proclame empereur du Wu. Zhuge Liang envoie Chen Zhen pour le féliciter.
En 231 (9e année de Jianxing), Zhuge Liang part en campagne en utilisant des « bœufs de bois (zh) » (chinois : 木牛流馬 ; pinyin : mù niú liú mǎ), brouette chinoise à roue centrale avec forme de taureau, capables de transporter des ravitaillements à l'aide de très peu de force humaine, réputés comme inventés par Zhuge Liang. pour transporter les vivres mais doit se retirer une fois les provisions épuisées. Il bat l’armée du Wei à Lu au mois de mai et Sima Yi préfère se retrancher, refusant de l’affronter ouvertement. En juin, l’armée de Zhuge Liang affronte celle de Zhang He et ce dernier le pourchasse jusqu’à Mumen où il est tué dans une embuscade par des archers.
Au printemps 234 (12e année de Jianxing), Zhuge Liang mena son armée de la vallée de Xié en route vers ce qui deviendra la bataille des plaines de Wuzhang en utilisant cette fois des « chevaux flottants » (chinois : 流馬 ; pinyin : liú mǎ), on a retrouvé ces objets dans le Temple du marquis de Wu pour assurer le transport des vivres. Il affronte Sima Yi à Weinan. Inquiet de devoir encore faire face à un manque de ravitaillement, il décide de faire établir des colonies agraires (tuntian).
Au mois d’août, Zhuge Liang finit par mourir de fatigue et de maladie à l’âge de cinquante-trois ans. Il demanda à être enterré simplement sur le mont Dingjun et demanda à l’empereur que sa famille ne bénéficie pas plus que nécessaire de sa générosité. Par la suite, plusieurs sanctuaires ont été construits pour honorer sa mémoire, le plus important étant le Temple du marquis de Wu à Chengdu.

## Fiction
Le Piège de la ville vide
Bien que le traité Les 36 stratagèmes soit réel, l'anecdote suivante, tirée de l’Histoire des Trois Royaumes ne l'est sans doute pas. Le commandant et stratège Sima Yi de Wei se serait approché avec une force de 40 000 hommes de la ville que Zhuge aurait défendu avec seulement quelques centaines d'hommes. Zhuge Liang aurait donc utilisé le piège de la ville vide ; il aurait ordonné que toutes les portes soient ouvertes et aurait demandé que des civils balayent les routes tandis qu'il se serait assis sur le haut du rempart, au-dessus de la porte de la ville, jouant calmement de sa cithare avec deux enfants près de lui. Quand les éclaireurs de Sima Yi auraient donné des nouvelles du fort, le stratège aurait été déconcerté par le rapport, et lorsqu'il aurait vu par lui-même l'étrange paysage, il aurait ordonné à ses troupes de battre en retraite.
Anime
- Le masque de Zeguy, (1993)
- Inazuma Eleven GO Chrono Stone (2012)
- Ya Boy Kongming! (2022)

Jeux vidéo
- Zhuge Liang apparaît dans Inazuma Eleven GO Chrono Stones. Cependant, dans le jeu, Zhuge Liang n'est pas un homme mais une femme. Elle est le pouvoir n°3 de l'Equipe Ultime en tant que Miximax de Sol Daystar.
- Il apparaît dans la série de jeux Dynasty Warriors.
- Zhuge Liang est également un Servant de classe Caster dans le jeu mobile Fate/Grand Order, il résulte de sa fusion avec le mage Lord El-Melloi II, ou Waver Velvet de Fate/zero.
- Dans Overwatch, le héros Zenyatta possède une apparence alternative nommée Zhuge Liang, dévoilée à l'occasion de l'événement du Nouvel An Lunaire 2019.